# Sossauer Bschlacht

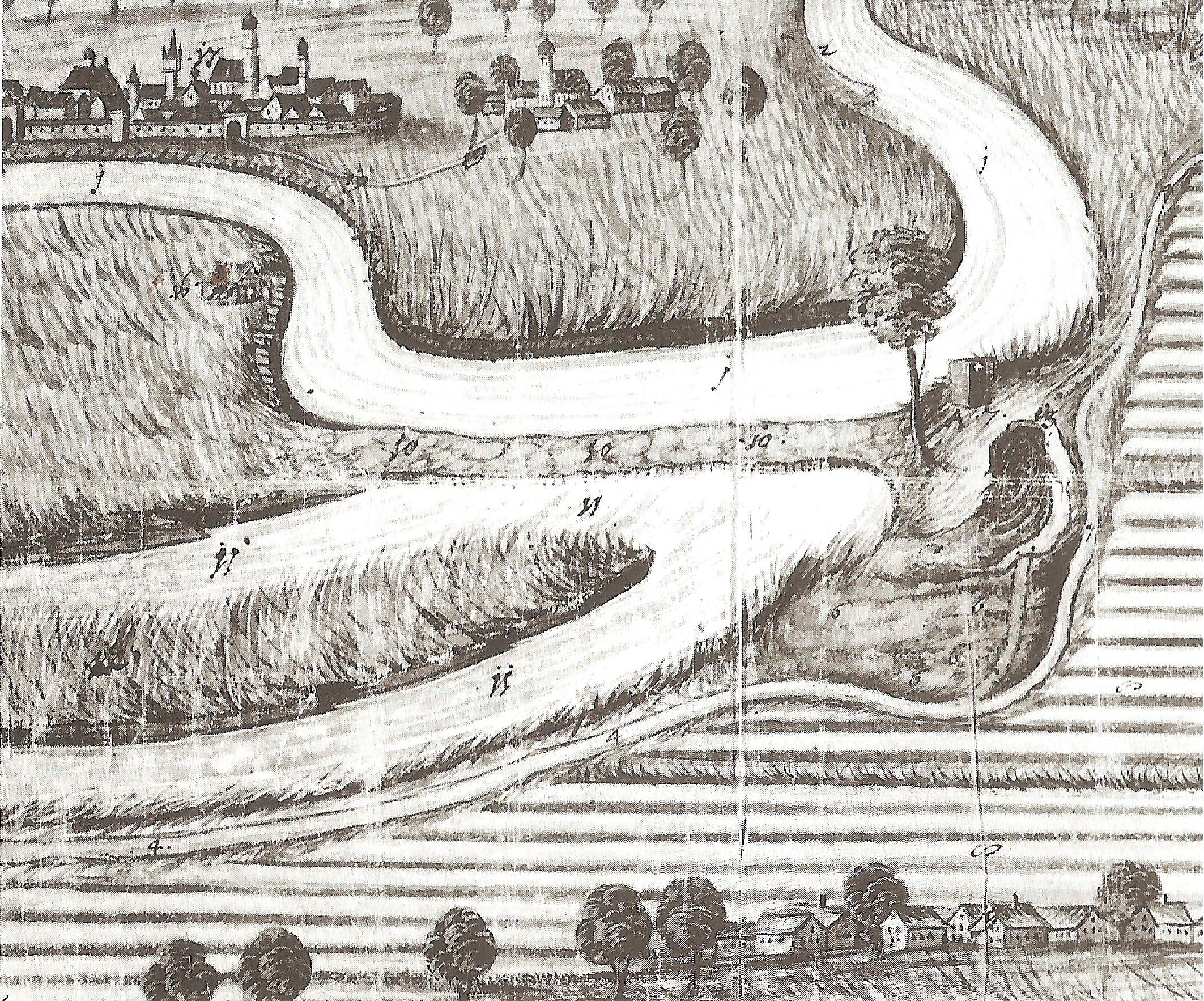
Plan der Donau bei Straubing mit der Sossauer Bschlacht, 1676

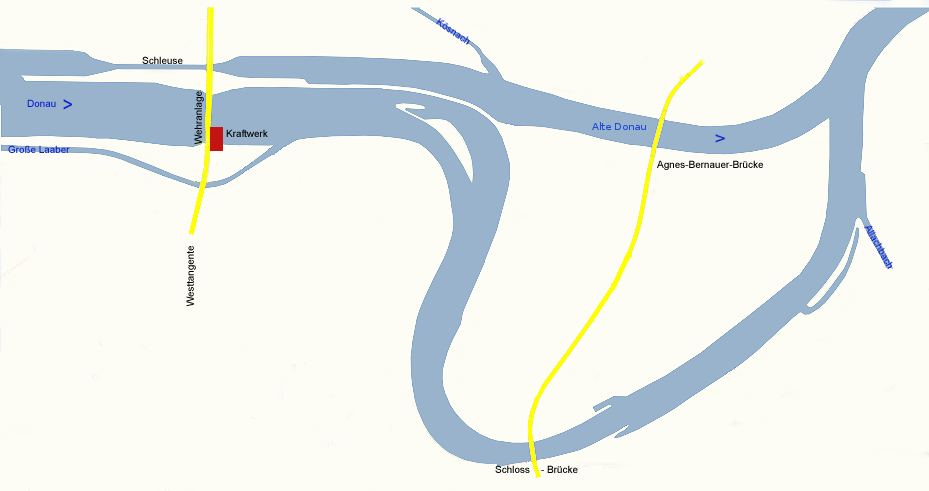
Donau und Alte Donau in Straubing

Das oder die Sossauer Bschlacht (auch Sossauer Beschlacht oder Sossauer Beschlächt genannt) war ein im 15. Jahrhundert errichteter Damm, der die Donau zwischen Sossau und Straubing absperrte und zum Herzogsschloss und Salzstadel der mittelalterlichen Stadt umleitete. Das Bschlacht gilt als ältestes Bauwerk zum Zweck der Donauregulierung und führte zur Bildung der Alten Donau bei Straubing. Das Sossauer Bschlacht wurde 1984 abgerissen und durch einen längeren Trenndamm bis zur neuen Staustufe Straubing ersetzt. 

## Bezeichnung
Das Grundwort des Sossauer Bschlachts bezeichnet das Wasserbauwerk Schlacht. Das Bestimmungswort bezieht sich auf den nördlich gelegenen Ort Sossau. 

## Lage
Das Bschlacht befand sich etwa einen halben Kilometer südöstlich von Sossau. Ein kurzes Stück flussabwärts liegen Hornstorf auf der linken und Straubing auf der rechten Seite der Donau. Das Bschlacht verlief von der Spitze der Binneninsel Gstütt (bei der Wundermühle) zum linken Donauufer hinüber, westlich der heutigen Mündung der Kößnach. Östlich von Straubing befand sich übrigens eine weitere Schlacht, die sogenannte Peters Bschlacht.

## Geschichte

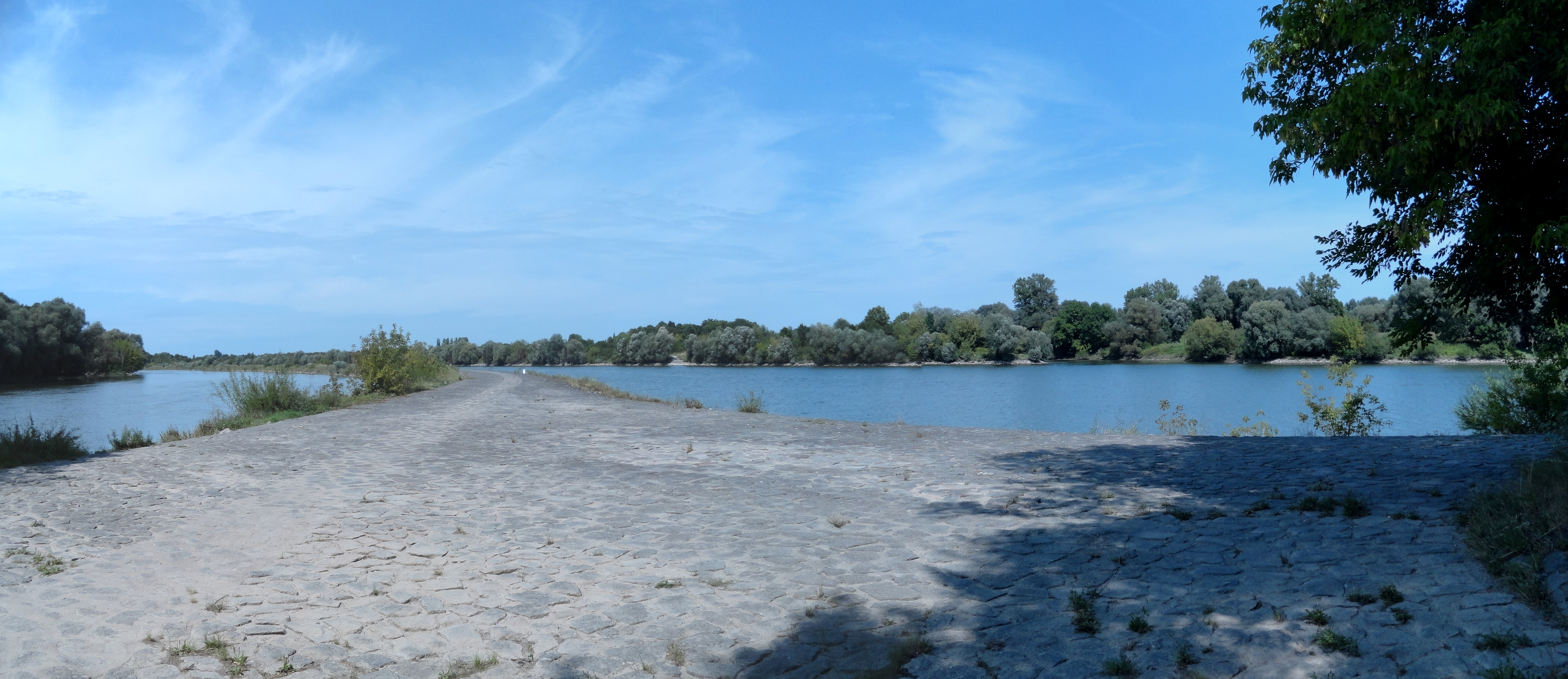
Der Nachfolgebau der Sossauer Bschlacht

Nach den Urkunden von 1477 und 1486 ordnete Herzog Albrecht I. die Umleitung der Donau und den Bau der Bschlacht an. Durch den Einbau dieser Wehrschwelle wurde die Donau in eine Schleife abgedrängt, die am Schloss und den Stadtmauern vorbeiführte. Diese Maßnahme verbesserte neben der Stadtverteidigung auch die wirtschaftliche Bedeutung Straubings, weil die Stadt von den vorbeifahrenden Schiffen nun Maut einheben konnte.
Das Bschlacht wurde durch Eisstöße und Hochwässer immer wieder schwer beschädigt und musste im 17. und 18. Jahrhundert mit hohem Kostenaufwand insgesamt sieben Mal wiederaufgebaut werden. Mit dem Aufkommen der Dampfschifffahrt gab es Pläne zur Begradigung der Donau im Straubinger Becken. Ab 1873 wurde die alte Holzkonstruktion des Bschlachtes allmählich durch einen massiven Damm aus Dolomitsteinen ersetzt.

## Beschreibung

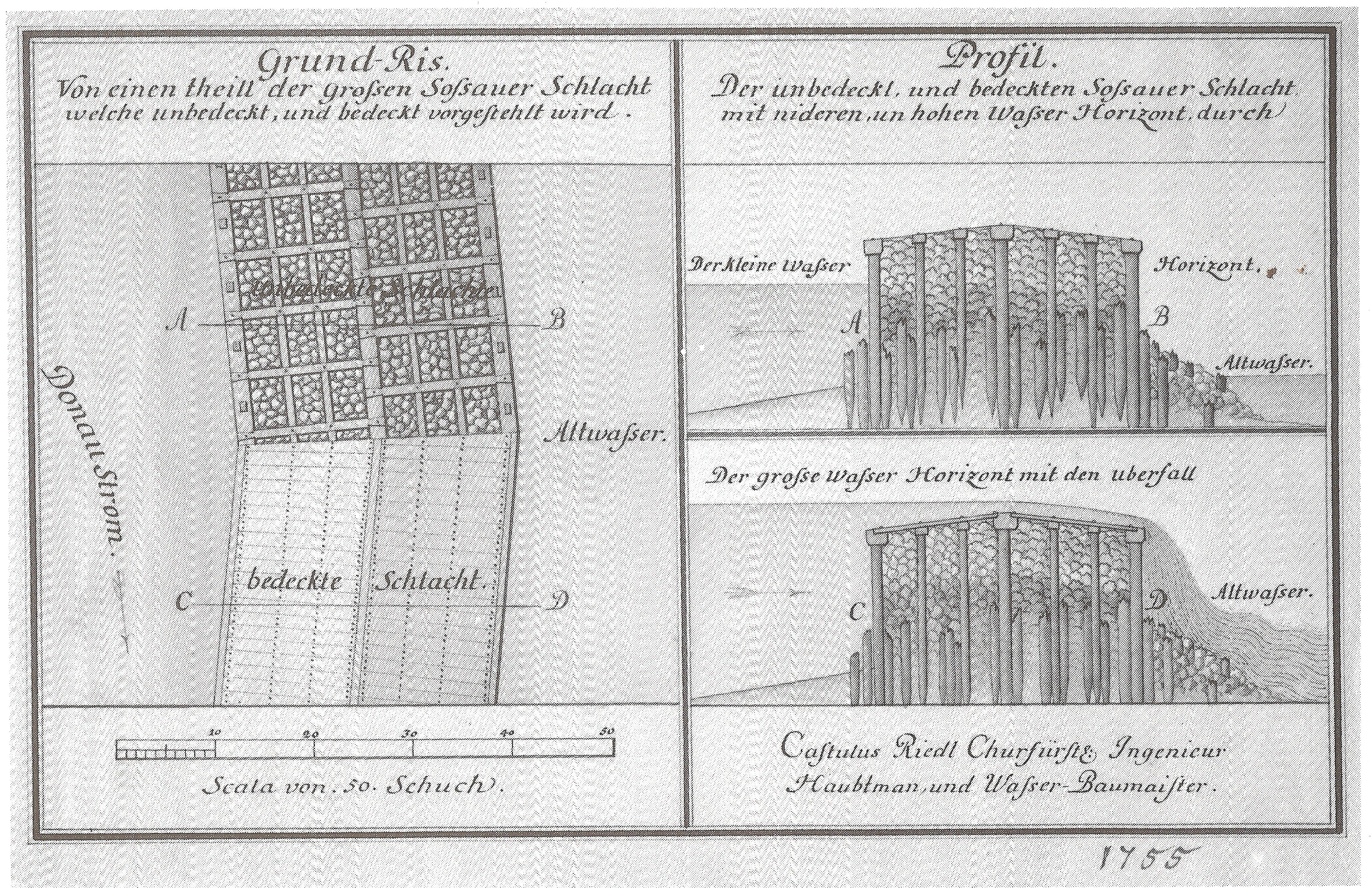
Grundriss und Profil der Sossauer Bschlacht von Castulus Riedl, 1755

Nach Angaben aus dem Jahr 1835 war die Sossauer Bschlacht 328 Meter lang und zwischen 12 und 15 Meter breit. Etwa neun Pfahlreihen im Abstand von 0,8 bis 1,4 Meter waren in den Zwischenräumen mit Steinen gefüllt. Die Steine waren bis zu 2 Tonnen schwer. Die Länge der Pfähle betrug zwischen 12 und 16 Metern. Untereinander waren die Pfähle mit Eisenbeschlägen verbunden. Die Dammkrone überragte den Niedrigwasserstand um etwa 1,7 Meter und war oben gewölbt. Zwischen eingezapften Kreuzverbindungen, die quadratische Felder bildeten, befand sich ein ebenes Pflaster.